# 新発田長敦
新発田 長敦（しばた ながあつ）は、戦国時代から安土桃山時代にかけての武将。越後国の国人領主新発田氏の当主。蒲原郡新発田城城主。揚北衆佐々木党、加地氏庶流で、七手組大将の一人。

## 生涯
長尾晴景-景虎（上杉謙信）に仕え、七手組大将の一人として、柿崎景家、本庄繁長、加地春綱、竹俣清綱、色部勝長、中条藤資らと並び称された武将であった。
外交手腕に優れ、上条の乱での上条方国人の晴景方帰参に尽力するなど、越後の国人統率に尽力した。上杉謙信没後は上杉景勝に仕え、御館の乱でも景勝を支持し、武田勝頼との和議を斎藤朝信と共に締結するなど外交手腕を発揮し、弟の重家（当時、五十公野治長）とともに活躍した。しかし、戦後は、上杉家内部の混乱もあり、十分な恩賞を得られないまま不遇のうちに病没した。
新発田家は長敦の弟の五十公野治長が新発田姓に戻った上に重家と改名して継いだ。

## 関連作品
- 天と地と（1969年、NHK大河ドラマ、演：高桐真）
- 天と地と（2008年、テレビ朝日、演：熊崎勝彦）